# Grant Margeman
Grant Margeman (Città del Capo, 3 giugno 1998) è un calciatore sudafricano, centrocampista del Siwelele.